# テーラモ県

テーラモ県
Provincia di Teramo

テーラモ県（テーラモけん、イタリア語: Provincia di Teramo）は、イタリア共和国アブルッツォ州に属する県の一つ。県都はテーラモ（テラモ）。

## 地理

### 位置・広がり
アブルッツォ州北東部に位置する県で、東はアドリア海に面する。西にラツィオ州、北にマルケ州と接する。県都テーラモは、アスコリ・ピチェーノから南南東へ約23km、州都ラクイラから北東へ約43km、ペスカーラから北西へ約48km、首都ローマから北東へ約140kmの距離にある。
隣接する県は以下の通り。
- 北 - アスコリ・ピチェーノ県 （マルケ州）
- 南東 - ペスカーラ県
- 南西 - ラクイラ県
- 西 - リエーティ県 （ラツィオ州）

### 主要な都市
2001年の国勢調査に基づく居住地区（Località abitata）別人口統計によれば、人口1万人以上の都市は以下の通り。
- テーラモ - 29,936人
- ジュリアノーヴァ - 18,927人
- ロゼート・デッリ・アブルッツィ - 14,905人
- シルヴィ - 11,718人
- アルバ・アドリアティーカ - 10,151人

- テーラモ
- ジュリアノーヴァ
- シルヴィ